# Benny McCarthy
Benedict Saul „Benny” McCarthy (ur. 12 listopada 1977 w Kapsztadzie) – południowoafrykański piłkarz który występował na pozycji napastnika, a także trener. W latach 1997–2012 reprezentant Południowej Afryki.

## Kariera

### Początkowa kariera
Grając dla Seven Stars w sezonie 1995/1996 strzelił 37 goli w 29 spotkaniach. W 1997 roku jego skuteczność zadecydowała o wykupieniu go przez AFC Ajax. W pierwszym swoim sezonie, jak się okazało mistrzowskim dla Ajaxu strzelił 21 bramek. Po sezonie 1998/1999 Benny został sprzedany do Celty Vigo za kwotę 6 mln euro, co sprawiło, że stał się wówczas najdroższym południowoafrykańskim piłkarzem. W swoim pierwszym w tym klubie sezonie zagrał w 31 meczach w Primera Division i strzelił 8 bramek.

### Kariera w FC Porto
W sezonie 2001/2002 został wypożyczony do FC Porto. W swoim pierwszym sezonie z Porto w roku, zdobył również złotego buta dla najlepszego strzelca ligi portugalskiej. W kolejnym sezonie 2003/2004 klub wygrał z nim Ligę Mistrzów. W kolejnych sezonach rzadziej grywał w podstawowym składzie.

### McCarthy w Blackburn Rovers
W przerwie letniej sezonu 2006/2007 przeniósł się do Anglii do Blackburn Rovers. Benny w swoim pierwszym sezonie w Anglii został wicekrólem strzelców ligi z dorobkiem 18 bramek w 36 meczach, co dało mu skuteczność 0,5 gola na mecz. Benny był tylko gorszy od innego napastnika, reprezentanta Wybrzeża Kości Słoniowej Didiera Drogby, który strzelił 20 goli. McCarthy strzelił również 3 gole w Pucharze UEFA w 8 występach.

### West Ham United
1 lutego 2010 roku podpisał kontrakt z West Ham United.

### Reprezentacja RPA
W koszulce RPA McCarthy wystąpił w Mistrzostwach Świata we Francji w 1998 i w MŚ 2002 w Korei i Japonii, w 79 występach strzelił 31 goli. Jest najskuteczniejszym piłkarzem RPA, prześcignął pod względem ilości zdobytych bramek Shauna Bartletta.